# Queer as Folk (Verenigde Staten)
Queer as Folk is een Amerikaanse en Canadese televisieserie die werd geproduceerd door Showtime en Temple Street Productions en was gebaseerd op een Britse serie met dezelfde naam die werd gecreëerd door Russell T. Davies.

## Verhaal
De serie volgt het leven van vijf homoseksuele mannen in Pittsburgh: Brian, Justin, Michael, Emmet, Ted; een lesbisch koppel: Lindsay en Melanie; en Debbie, de moeder van Michael. Een ander hoofdpersonage, Ben, werd geïntroduceerd in het tweede seizoen. In tegenstelling tot de Britse uitvoering van de serie, wordt in de Amerikaanse versie veel nader ingegaan op maatschappelijke thema's zoals aids, homoadoptie, homohuwelijk, en acceptatie in het algemeen.

## Trivia
- Vanwege belastingstimulansen werd de serie in Canada opgenomen.